# 孔祥霖
孔祥霖（1852年7月4日—1917年），字少霑，号达吾，晚号恫民，山東省兗州府曲阜縣（今山東省曲阜市），孔子第七十五代孫，清朝政治人物、進士出身。
孔祥霖是孔子世家大宗户凝远堂后裔，其曾祖孔宪圭是袭封衍圣公孔昭焕的第三子。光緒元年，中舉；光緒三年，登進士。光绪三年五月，改翰林院庶吉士.光绪六年四月，散館后，授翰林院編修，后任國史館協修、功臣館纂修、順天鄉試同考官。光緒十四年。任甘肅鄉試正考官。光緒十七年，任湖北學政。光緒二十九年，任山東省總理學務處、派赴日本考察各項要政、兼辦農工商務局事宜。光緒三十二年，署理河南提學使。次年任河南按察使、一等諮議官。宣統元年，任河南提學使。